# Рикон Старк
Рикон Старк е измислен герой от поредицата „Песен за огън и лед]“ от фантастичните романи на американския писател Джордж Р. Р. Мартин и неговата телевизионна адаптация Игра на тронове.
Рикон се споменава за първи път в „Игра на тронове“ (1996), той е най-малкото дете на Едард и Кейтлин Старк.
Рикон е изигран от ирландския актьор Арт Паркинсън в сериала на HBO Игра на тронове.

## Описание на характера
Рикон е петото и най-малкото дете на Едард „Нед“ Старк и съпругата му Кейтлин. Има две сестри, двама братя и един полубрат. Роб,Санса,Аря, Бран Старк и Джон Сняг.По външен вид Рикон прилича на майка си Кейтлин.

## Сюжетни линии

### Романи
Рикон Старк няма гледна точка в романите, така че неговите действия са свидетелни и тълкувани чрез гледната точка на по-големия му брат Бран.

#### Игра на тронове
В „Игра на тронове“ (1996) Нед Старк напуска Зимен хребет заедно с дъщерите си Санса и Аря, за да служи на крал Робърт Баратеон в Кралски чертог, а съпругата му Кейтлин остава на север със синовете им.

#### Сблъсък на крале
След смъртта на Нед, Рикон е до голяма степен без надзор, тъй като Роб и Кейтлин водят война, а сестрите му са пленени в Кралски чертог. Рикон остава сам с осакатения си брат, Бран. Рикон развива непокорен, често буен нрав. Бран и Рикон стават заложници на Теон Грейджой, когато Теон превзема Зимен хребет. По-късно заедно с Бран и Ходор успяват да избягат и да се скрият в криптата на замъка, а след това бягат на север. След като Зимен хребет е изгорен от Рамзи Болтън, групата се връща и намира само останки от Зимен хребет и смъртнно ранения майстер Лувин който им казва че трябва да разделят Бран и Рикон за да ги спасят. Оша и Рикон се отделят от групата.

#### Танц с дракони
В „Танц с дракони“ (2011) по-голямата част от хората във Вестерос вярват че Рикон е мъртъв, но лорд Уаймън Мандърли разбира от оцелели след превземането на Зимен хребет, че Рикон е жив и се намира на остров Скагос.Станис решава да помогне и привлече Рикон на своя страна за да може да убеди знаменосците на Севера да се бият на негова страна срещу Руз Болтън, Рамзи Болтън, Уолдър Фрей и Ланистърите.

### ТВ адаптация
Риккон Старк е изигран от Арт Паркинсън в сериала на HBO Игра на тронове

#### Сезон 1 – 3
Рикон Старк е най-малкото дете на лорд Едард Старк и лейди Кейтлин. Когато Теон Грейджой превзема Зимен хребет в сезон две, Рикон, Бран, Ходор и Оша се крият в криптата на замъка. След като Теон не успява да намери момчетата решава да убие и обгори две обикновени момчета и ги представя за Рикон и Бран.След подпалването на Зимен хребет Рикон, Бран, Ходор и Оша тръгват на Север.

#### Сезон 6
Рикон и Оша са предадени на Рамзи Болтън.Вълчището на Рикон, Рошльо е убит и главата му е изпратена на Рамзи като доказателство, че това наистина е Рикон Старк. Рамзи убива Оша, заключва Рикон в подземията и изпраща писмо до Джон в Черен замък с искане за връщането на Санса Старк (съпругата му) и заплашва да убие Рикон, ако Джон не се съгласи.а отмъщение Джон събира армия от все още лоялни хора на домът Старк и тръгват към Зимен хребет който сега е окупиран от домът Болтън.
Докато армиите се подготвят за битка извън Зимен хребет, Рамзи извежда Рикон и му заповядва да бяга към Джон в една от неговите садистични „игри“, стреляйки със стрели към Рикон, за да привлече Джон на открито. Джон се опитва да спаси Рикон но не успява и той е прострелян в сърцето със стрела. След последвалата битка тялото на Рикон е погребано в криптата на Зимен хребет заедно с останките на Нед.